# Islote del Campanário
Islote del Campanário (en portugués: Ilhéu do Campanário; también llamado Islote de San Jorge; ilhéu de São Jorge; o Islote de la Lapa; Ilhéu da Lapa) es un islote en frente de la freguesia del Campanário, en el municipio de Ribeira Brava, en el archipiélago y región autónoma de Madeira, parte de Portugal.